# Pandemia di COVID-19 nel Principato di Monaco
Il primo caso della pandemia di COVID-19 nel Principato di Monaco è stato confermato il 29 febbraio 2020.

## Antefatti
Il 12 gennaio 2020, l'Organizzazione mondiale della sanità (OMS) ha confermato che un nuovo coronavirus era la causa di una nuova infezione polmonare che aveva colpito diversi abitanti della città di Wuhan, nella provincia cinese dell'Hubei, il cui caso era stato portato all'attenzione dell'OMS il 31 dicembre 2019.
Sebbene nel tempo il tasso di mortalità del COVID-19 si sia rivelato decisamente più basso di quello dell'epidemia di SARS che aveva imperversato nel 2003, la trasmissione del virus SARS-CoV-2, alla base del COVID-19, è risultata essere molto più ampia di quella del precedente virus del 2003, ed ha portato a un numero totale di morti molto più elevato.
Il 5 maggio 2023, l'Organizzazione mondiale della sanità dichiara ufficialmente la fine della pandemia.

## Andamento dei contagi
| Data                                                                         | Data       |  | Numero di casi | Numero di morti |
| ---------------------------------------------------------------------------- | ---------- |  | -------------- | --------------- |
| 28-02-2020                                                                   | 28-02-2020 |  | 1(N.D.)        |                 |
| ⋮                                                                            | ⋮          |  | 1(=)           |                 |
| 12-03-2020                                                                   | 12-03-2020 |  | 2(+100%)       |                 |
| ⋮                                                                            | ⋮          |  | 2(=)           |                 |
| 16-03-2020                                                                   | 16-03-2020 |  | 9(+350%)       |                 |
| ⋮                                                                            | ⋮          |  | 9(=)           |                 |
| 19-03-2020                                                                   | 19-03-2020 |  | 10(+11%)       |                 |
| 20-03-2020                                                                   | 20-03-2020 |  | 11(+10%)       |                 |
| 21-03-2020                                                                   | 21-03-2020 |  | 18(+64%)       |                 |
| 22-03-2020                                                                   | 22-03-2020 |  | 23(+28%)       |                 |
| ⋮                                                                            | ⋮          |  | 23(=)          |                 |
| 25-03-2020                                                                   | 25-03-2020 |  | 31(+35%)       |                 |
| 26-03-2020                                                                   | 26-03-2020 |  | 33(+6,5%)      |                 |
| 27-03-2020                                                                   | 27-03-2020 |  | 42(+27%)       |                 |
| 28-03-2020                                                                   | 28-03-2020 |  | 43(+2,4%)      | 1(N.D.)         |
| 29-03-2020                                                                   | 29-03-2020 |  | 46(+7%)        | 1(=)            |
| 30-03-2020                                                                   | 30-03-2020 |  | 49(+6,5%)      | 1(=)            |
| 31-03-2020                                                                   | 31-03-2020 |  | 52(+6,1%)      | 1(=)            |
| 01-04-2020                                                                   | 01-04-2020 |  | 55(+5,8%)      | 1(=)            |
| 02-04-2020                                                                   | 02-04-2020 |  | 60(+9,1%)      | 1(=)            |
| 03-04-2020                                                                   | 03-04-2020 |  | 64(+6,7%)      | 1(=)            |
| 04-04-2020                                                                   | 04-04-2020 |  | 66(+3,1%)      | 1(=)            |
| 05-04-2020                                                                   | 05-04-2020 |  | 73(+11%)       | 1(=)            |
| 06-04-2020                                                                   | 06-04-2020 |  | 77(+5,5%)      | 1(=)            |
| 07-04-2020                                                                   | 07-04-2020 |  | 79(+2,6%)      | 1(=)            |
| 08-04-2020                                                                   | 08-04-2020 |  | 81(+2,5%)      | 1(=)            |
| 09-04-2020                                                                   | 09-04-2020 |  | 84(+3,7%)      | 1(=)            |
| 10-04-2020                                                                   | 10-04-2020 |  | 90(+7,1%)      | 1(=)            |
| 11-04-2020                                                                   | 11-04-2020 |  | 92(+2,2%)      | 1(=)            |
| 12-04-2020                                                                   | 12-04-2020 |  | 93(+1,1%)      | 1(=)            |
| ⋮                                                                            | ⋮          |  | 93(=)          | 1(=)            |
| 15-04-2020                                                                   | 15-04-2020 |  | 93(=)          | 3(+200%)        |
| 16-04-2020                                                                   | 16-04-2020 |  | 93(=)          | 3(=)            |
| 17-04-2020                                                                   | 17-04-2020 |  | 94(+1,1%)      | 3(=)            |
| 18-04-2020                                                                   | 18-04-2020 |  | 94(=)          | 3(=)            |
| 19-04-2020                                                                   | 19-04-2020 |  | 94(=)          | 3(=)            |
| 20-04-2020                                                                   | 20-04-2020 |  | 94(=)          | 3(=)            |
| 21-04-2020                                                                   | 21-04-2020 |  | 94(=)          | 3(=)            |
| 22-04-2020                                                                   | 22-04-2020 |  | 94(=)          | 3(=)            |
| 23-04-2020                                                                   | 23-04-2020 |  | 94(=)          | 4(+33%)         |
| 24-04-2020                                                                   | 24-04-2020 |  | 94(=)          | 4(=)            |
| 25-04-2020                                                                   | 25-04-2020 |  | 94(=)          | 4(=)            |
| 26-04-2020                                                                   | 26-04-2020 |  | 94(=)          | 4(=)            |
| 27-04-2020                                                                   | 27-04-2020 |  | 95(+1,1%)      | 4(=)            |
| 28-04-2020                                                                   | 28-04-2020 |  | 95(=)          | 4(=)            |
| 29-04-2020                                                                   | 29-04-2020 |  | 95(=)          | 4(=)            |
| 30-04-2020                                                                   | 30-04-2020 |  | 95(=)          | 4(=)            |
| 01-05-2020                                                                   | 01-05-2020 |  | 95(=)          | 4(=)            |
| 02-05-2020                                                                   | 02-05-2020 |  | 95(=)          | 4(=)            |
| ⋮                                                                            | ⋮          |  | 95(=)          | 4(=)            |
| 05-05-2020                                                                   | 05-05-2020 |  | 95(=)          | 4(=)            |
| 06-05-2020                                                                   | 06-05-2020 |  | 95(=)          | 4(=)            |
| ⋮                                                                            | ⋮          |  | 95(=)          | 4(=)            |
| 09-05-2020                                                                   | 09-05-2020 |  | 96(+1,1%)      | 4(=)            |
| 10-05-2020                                                                   | 10-05-2020 |  | 96(=)          | 4(=)            |
| 11-05-2020                                                                   | 11-05-2020 |  | 96(=)          | 4(=)            |
| 12-05-2020                                                                   | 12-05-2020 |  | 96(=)          | 4(=)            |
| 13-05-2020                                                                   | 13-05-2020 |  | 96(=)          | 4(=)            |
| ⋮                                                                            | ⋮          |  | 96(=)          | 4(=)            |
| 18-05-2020                                                                   | 18-05-2020 |  | 97(+1%)        | 4(=)            |
| 19-05-2020                                                                   | 19-05-2020 |  | 97(=)          | 4(=)            |
| 20-05-2020                                                                   | 20-05-2020 |  | 97(=)          | 4(=)            |
| ⋮                                                                            | ⋮          |  | 97(=)          | 4(=)            |
| 23-05-2020                                                                   | 23-05-2020 |  | 98(+1%)        | 4(=)            |
| ⋮                                                                            | ⋮          |  | 98(=)          | 4(=)            |
| 30-05-2020                                                                   | 30-05-2020 |  | 99(+1%)        | 4(=)            |
| ⋮                                                                            | ⋮          |  | 99(=)          | 4(=)            |
| 04-06-2020                                                                   | 04-06-2020 |  | 99(=)          | 4(=)            |
| 05-06-2020                                                                   | 05-06-2020 |  | 99(=)          | 4(=)            |
| ⋮                                                                            | ⋮          |  | 99(=)          | 4(=)            |
| 16-06-2020                                                                   | 16-06-2020 |  | 99(=)          | 4(=)            |
| ⋮                                                                            | ⋮          |  | 99(=)          | 4(=)            |
| 21-06-2020                                                                   | 21-06-2020 |  | 100(+1%)       | 4(=)            |
| 22-06-2020                                                                   | 22-06-2020 |  | 101(+1%)       | 4(=)            |
| 23-06-2020                                                                   | 23-06-2020 |  | 101(=)         | 4(=)            |
| 24-06-2020                                                                   | 24-06-2020 |  | 102(+0,99%)    | 4(=)            |
| ⋮                                                                            | ⋮          |  | 102(=)         | 4(=)            |
| 27-06-2020                                                                   | 27-06-2020 |  | 103(+0,98%)    | 4(=)            |
| ⋮                                                                            | ⋮          |  | 103(=)         | 4(=)            |
| 02-07-2020                                                                   | 02-07-2020 |  | 106(+2,9%)     | 4(=)            |
| ⋮                                                                            | ⋮          |  | 106(=)         | 4(=)            |
| 05-07-2020                                                                   | 05-07-2020 |  | 108(+1,9%)     | 4(=)            |
| Fonti: - Ministero della salute - Ultimo aggiornamento: 5.07.2020, 11:00 GMT |            |  |                |                 |

## Cronologia

### Febbraio

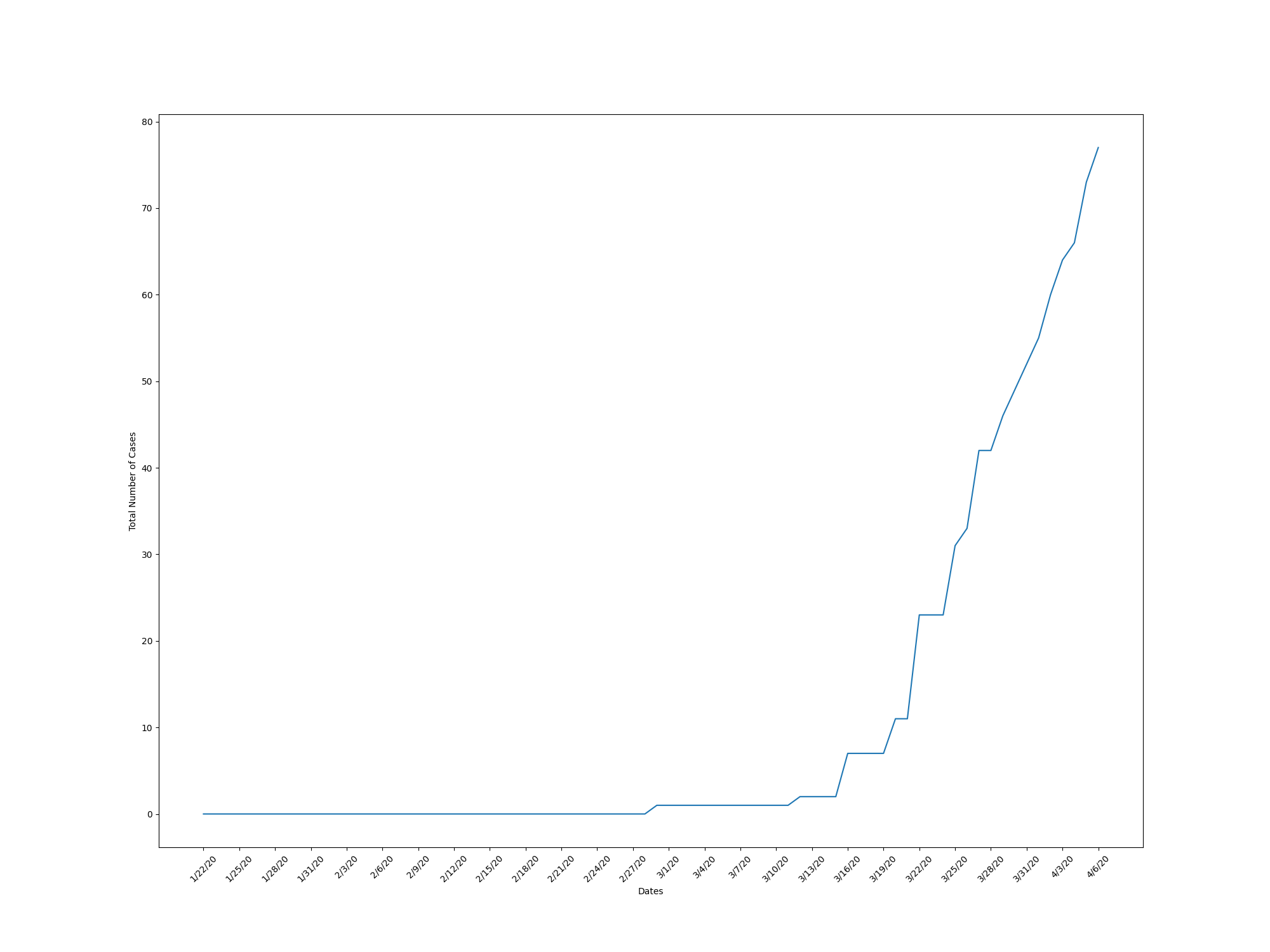
I numeri dei casi nel paese dal 22 febbraio al 4 aprile 2020

Il 29 febbraio, Monaco ha annunciato il suo primo caso, si trattava di un uomo che fu ricoverato presso l'ospedale Principessa Grace e poi trasferito al centro ospedaliero universitario di Nizza, in Francia.

### Marzo
Il 14 marzo il governo ha ordinato la chiusura di tutti gli asili nido, palestre, parchi, monumenti e scuole. Anche il concerto di San Patrizio è stato sospeso.
Il 16 marzo, il capo del governo monegasco Serge Telle diventa il primo capo del governo positivo alla COVID-19. l 17 marzo, per la prima volta durante il suo regno, Alberto II si è rivolto alla nazione in un discorso serio in cui ha riferito sul rafforzamento delle misure di quarantena. Due giorni dopo Alberto divenne il primo capo di stato ad essere risultato positivo al test del coronavirus. In seguito egli negò di aver infettato Carlo, il principe del Galles, in un evento a cui i due avevano partecipato a Londra il 10 marzo.
Il gran Premio di Monaco è stato annullato il 19 marzo dopo che gli organizzatori non furono in grado di riorganizzare una data per la gara oltre il previsto 24 maggio, segnando la prima volta che l'evento non era stato organizzato dal 1954.
Il 24 marzo 2020, il quotidiano Monaco-Matin riportò che nel paese 23 persone su 40.000 erano malate di COVID-19 e che il principato monegasco era colpito tre volte di più dalla pandemia che il vicino dipartimento delle Alpi Marittime in Francia (0,06 % e 0,02 % della popolazione, rispettivamente). La prima morte venne registrata il 28 marzo 2020, mentre la seconda il 4 aprile; in entrambi i casi si trattava di ottuagenari non residenti.

### Aprile – Maggio
Il 2 aprile il numero dei contagi giornalieri superò i 60 casi, e tre giorni dopo superò i 70 casi. Il 6 aprile le cifre confermavano 77 casi di positivi, 12 ospedalizzati e quattro persone guarite, la prima delle quali il 20 marzo.
Per la prima volta dal 21 marzo, tra il 13 e il 14 aprile non vennero registrati dei nuovi contagi a Monaco, ma il 15 aprile morì il primo residente nel principato, un uomo di 72 anni. A partire da questa data, le statistiche sanitarie riportarono un netto calo dei casi di COVID-19 nel territorio monegasco.
Il 17 aprile, un nuovo paziente risultò positivo al coronavirus. Nello stesso giorno il numero dei guariti nel paese raggiunse quota 20. Il 23 aprile. due persone furono ospedalizzate e venne annunciato un quarto decesso. Il 27 aprile venne rilevato un novantacinquesimo caso nel paese, mentre il 2 maggio vennero dichiarati guariti 78 pazienti. Dopo undici giorni consecutivi senza casi positivi alla COVID-19, un nuovo caso di contagio venne annunciato il 9 maggio, dopo la prima fase del deconfinamento. Altri tre casi furono poi registrati tra il 18 e il 30 marzo.

### Aumento del numero dei casi
Nel mese di giugno del 2020, il numero dei casi aumentò notevolmente con quattro nuovi positivi in meno di una settimana: nel principato i casi avevano superato quota 100. Il 2 luglio, un alunno di prima media del collège Carlo III risultò positivo al coronavirus: egli era stato contagiato da un membro della sua casa di famiglia, che tornava da un viaggio extraeuropeo, costringendo gli insegnanti e i compagni dello studente a sottoporsi a un controllo sanitario. Il 7 agosto 2020 il numero dei contagi superò quota 130 e il 20 agosto raggiunse quota 150.
Tra il 20 e il 21 agosto 2020, il bollettino sanitario del principato distinse i contagiati tra residenti e non residenti; a quella data 102 residenti e 48 non residenti erano malati di coronavirus, un residente era in stato di rianimazione e due non residenti erano ospedalizzati all'ospedale Principessa Grace. Dal 22 agosto, il bollettino sanitario riportò solo la condizione dei residenti infettati per "adeguarsi alle pratiche adottate dall'organizzazione mondiale della sanità e dalle autorità francesi". Quel giorno i positivi erano 108 e i guariti 83.
Poco dopo, i contagi nel paese superarono quota 130. Tra il 31 agosto e il 6 settembre, dieci residenti nel principato risultarono positivi al coronavirus, e i tre giorni successivi, vennero registrati tredici nuovi casi; i giornalisti di Nice-Matin conclusero che, sommando queste cifre al numero dei non residenti, il numero di persone infettate sul territorio monegasco superava ampiamente quota 200. Il 24 settembre, il bollettino sanitario riportò 205 casi di COVID-19, 166 dei quali già trattati. Un quinto decesso (il secondo di un residente) avvenne registrato l'indomani.